# Prima donna

Maria Callas, một trong những prima donna vĩ đại nhất mọi thời đại.

Prima donna (tiếng Ý) nghĩa là nữ ca sĩ chính của một nhà hát opera. Nữ ca sĩ này thường hát vai chính trong vở diễn, thường xuyên xuất hiện trong các chương trình của nhà hát và thường là giọng nữ cao (soprano).
Đôi khi, phía sau hậu trường, những nữ ca sĩ này thường khó tính, và đòi hỏi nhiều từ bạn diễn trong nhà hát, nhạc công, người phụ trách trang phục, trang điểm, phông màn, người dàn dựng và những người khác trong nhà hát, nhưng không ai phàn nàn vì các nữ ca sĩ này thường hát rất hay và thu hút rất nhiều khán giả cho nhà hát. Từ những sự việc này mà từ "prima donna" được dùng phổ thông trong giới nghệ sĩ (đặc biệt là ca sĩ) để chỉ những người phụ nữ khó tính,kiêu căng, hay đòi hỏi (đặc biệt là về tiền lương), tự thổi phồng chính mình, tài năng và sự quan trọng của họ nhưng nếu tập thể không có họ thì không làm được gì.
Ngày nay, từ prima donna không chỉ được dùng trong lĩnh vực opera mà dùng khắp nơi để chỉ những người phụ nữ có tài năng xuất chúng nhưng khó tính, thiếu kỉ luật, kiêu căng, nóng nảy, khó làm việc theo lời chỉ dẫn hay trong một tập thể, và mặc dù khó khăn như vậy nhưng tập thể vẫn phải cần tới những người này vì không có họ thì không xong việc.